# Atractotomus magnicornis
Atractotomus magnicornis är en insektsart som först beskrevs av Carl Fredrik Fallén 1807.  Atractotomus magnicornis ingår i släktet Atractotomus och familjen ängsskinnbaggar. Arten är reproducerande i Sverige.

## Underarter
Arten delas in i följande underarter:
- A. m. buenoi
- A. m. magnicornis